# Valentin Erben
Valentin Erben (* 14. März 1945 in Pernitz) ist ein österreichischer Cellist und Hochschullehrer.

## Leben
Nach dem Studium bei Paul Freidel und Walter Reichardt, später bei Tobias Kühne in Wien und bei André Navarra in Paris, war Valentin Erben 1970 ein Gründungsmitglied des Alban Berg Quartetts, dem er bis zu dessen Auflösung im Jahr 2008 angehörte. Eine Solokarriere als Cellist schloss sich an. Dabei kam es zur Zusammenarbeit mit Schauspielern, Tänzern und Komponisten, unter anderem mit Johanna Doderer.
Valentin Erben unterrichtet seit 1971 an der Wiener Musikhochschule. Seit 1993 hat er eine Gastprofessur für Kammermusik an der Musikhochschule Köln inne. Außerdem hält er Meisterkurse an der Accademia Musicale Chigiana in Siena sowie am „ProQuartet“ in Paris, an der Mendelssohn Summer School Hamburg sowie an der Reina Sofia School of Music in Madrid. Erben gastiert auch regelmäßig beim Heidelberger Frühling, wo er auch Workshops hält.  Außerdem leitet er das jährlich stattfindende Festival Les Musicales d’Orient.

## Auszeichnungen
- 1967: Internationaler Cellowettbewerb in Wien; Premier Prix du Conservatoire National Supérieur de Musique, Paris
- 1968: Internationaler Musikwettbewerb der ARD in München[3]

## Instrumente
Valentin Erben spielt das Cello „Ex Pierre Fournier“-„Ex Yo Yo Ma“ von Matteo Goffriller aus dem Jahr 1723.

## Quelle
- Biographie auf der Website des Künstlers